# Stephi Lineburg
Stephanie Marie Lineburg (* 16. November 1982 in Dover, New Jersey) ist eine US-amerikanische Schauspielerin. Sie lebt mit ihrem Ehemann in Hackettstown, New Jersey.

## Filmografie (Auswahl)
- 1994: Richie Rich (Ri¢hie Ri¢h)
- 1994: Explosiv – Blown Away (Blown Away)
- 1997: Law and Order (Fernsehserie, Folge 4x20 Mutterliebe)
- 1999: Third Watch – Einsatz am Limit (Third Watch; Fernsehserie, 1 Folge)
- 2001: Criminal Intent – Verbrechen im Visier (Law & Order: Criminal Intent; Fernsehserie, 1 Folge)
- 2003: Angel – Jäger der Finsternis, (Angel; Fernsehserie, 1 Folge)
- 2003: Emergency Room – Die Notaufnahme (ER; Fernsehserie, 1 Folge)
- 2003: Die himmlische Joan (Joan of Arcadia; Fernsehserie, 2 Folgen)